# Sankt-Philippus-Apostel-Kirchhof

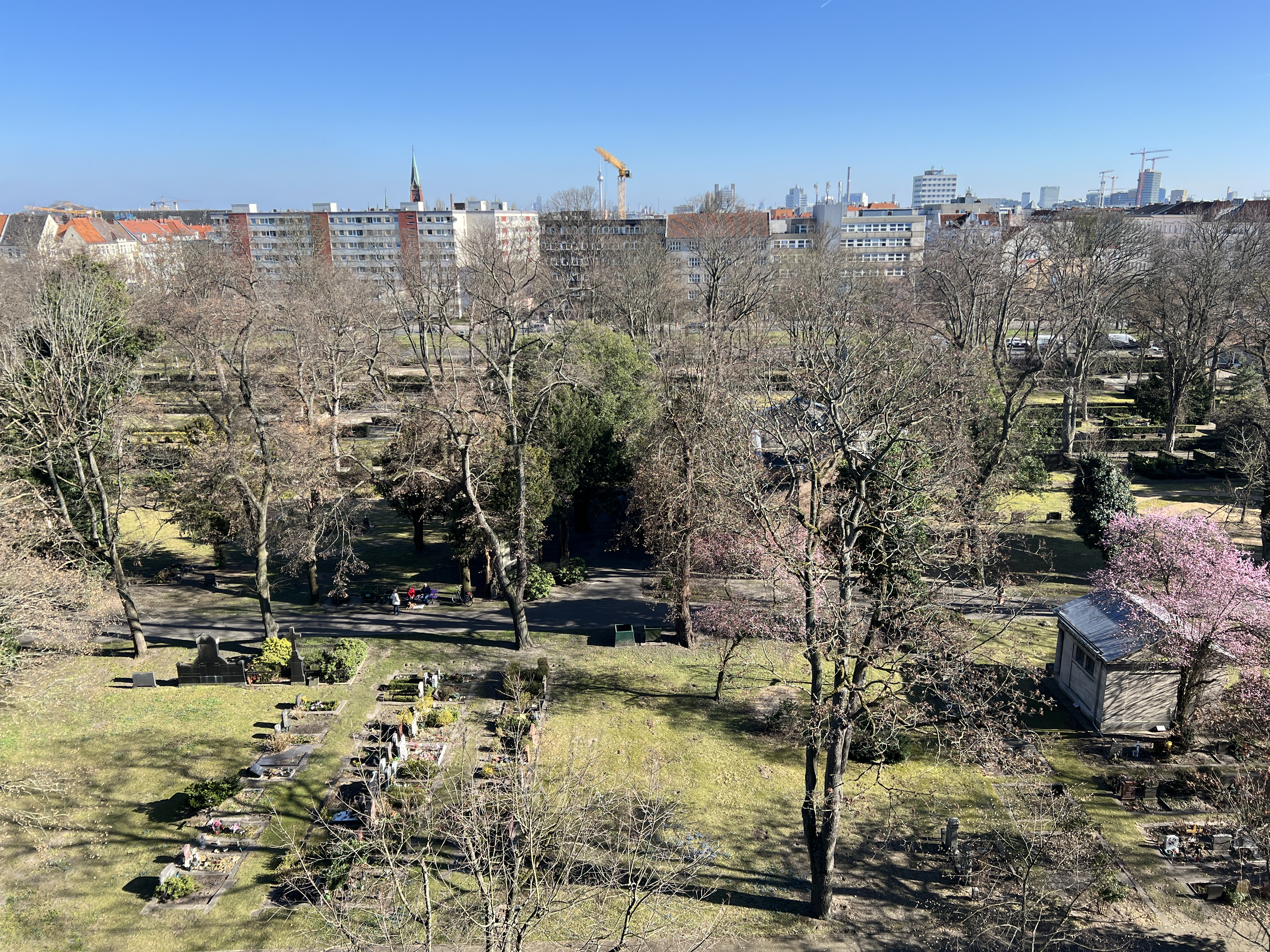
Ansicht des Friedhofs vom gegenüber liegenden Schiller Park Center

Der Sankt-Philippus-Apostel-Kirchhof ist ein 1859 angelegter Friedhof im Berliner Stadtteil Wedding. Verwaltet wird er vom Evangelischen Friedhofsverband Berlin-Stadtmitte.
Der Friedhof liegt an der Müllerstraße neben dem Urnenfriedhof Seestraße auf einem über 550 Meter langen und 60 Meter schmalen Grundstück. Eine breite Mittelachse durchzieht den gesamten Friedhof. Nordwestlich verläuft die Ungarnstraße, die den Friedhof vom Schillerpark trennt.
Als der Friedhof 1859 angelegt wurde, zählte die kaum besiedelte Umgebung noch nicht zum Weichbild Berlins. Für die Lage war entscheidend, dass die heutige Müller- und Chausseestraße die direkte Verbindung vom Oranienburger Tor nach Oranienburg darstellte.

## Totengräberhaus und Kapelle

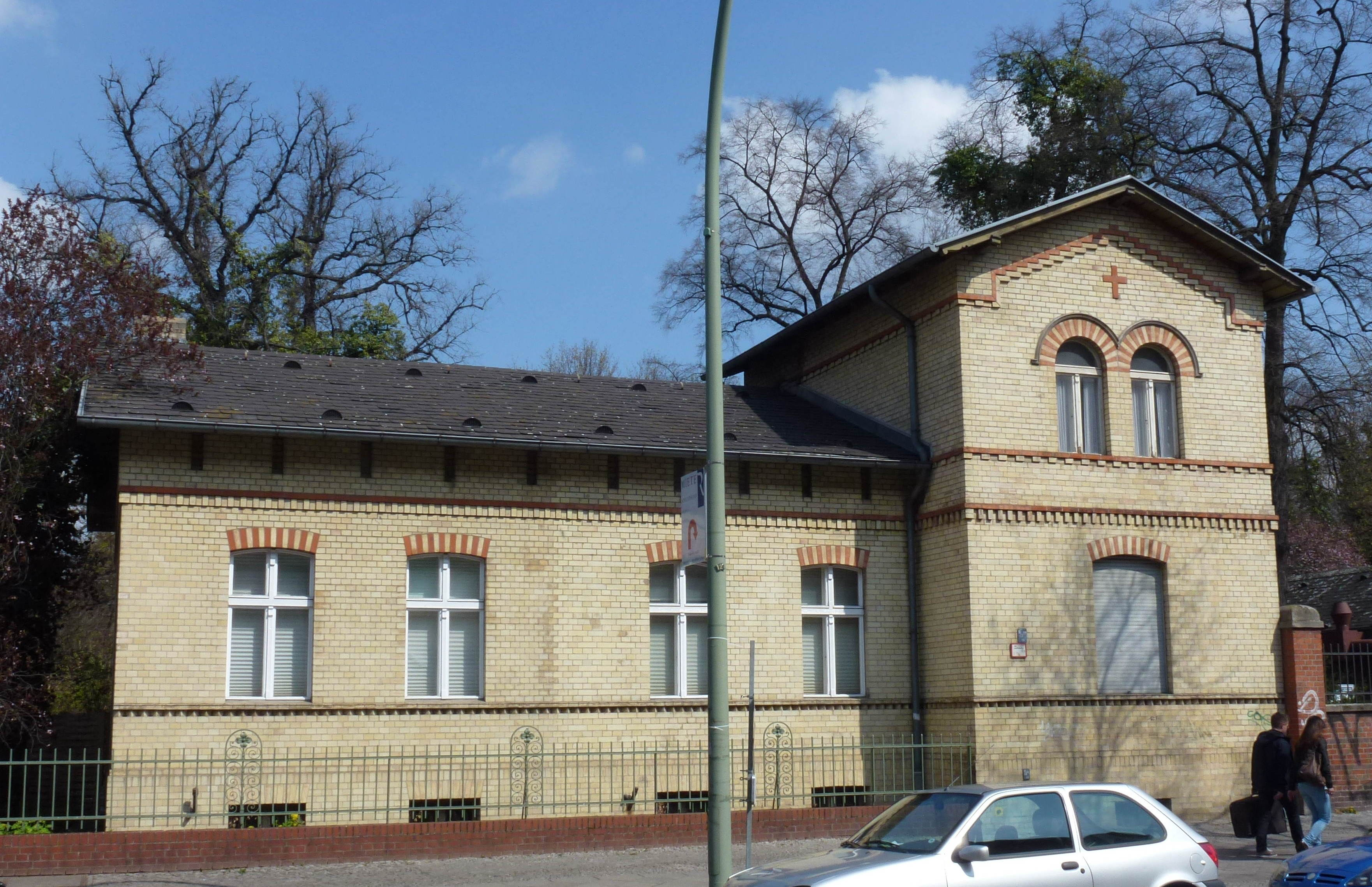
Wohnhaus des Totengräbers

Das unter Denkmalschutz stehende Wohnhaus des Totengräbers von 1867 gehört zu den ältesten Gebäuden an der Müllerstraße. Es handelt sich um ein schlichtes einstöckiges Gebäude mit Satteldach, der Kopfbau hat ein zweites Stockwerk. Entworfen wurde es vom Schinkel-Anhänger Edward Schmidt, der eine auch für Schinkel typische Fassadengestaltung aus gelbem Backstein mit Einfassungen aus rotem Ziegel-Mauerwerk wählte. Anbauten erfolgten 1889 (Aufstockung) und 1908. Die Friedhofskapelle entstand 1877 und wurde 1900 umgebaut.

## Grabmale

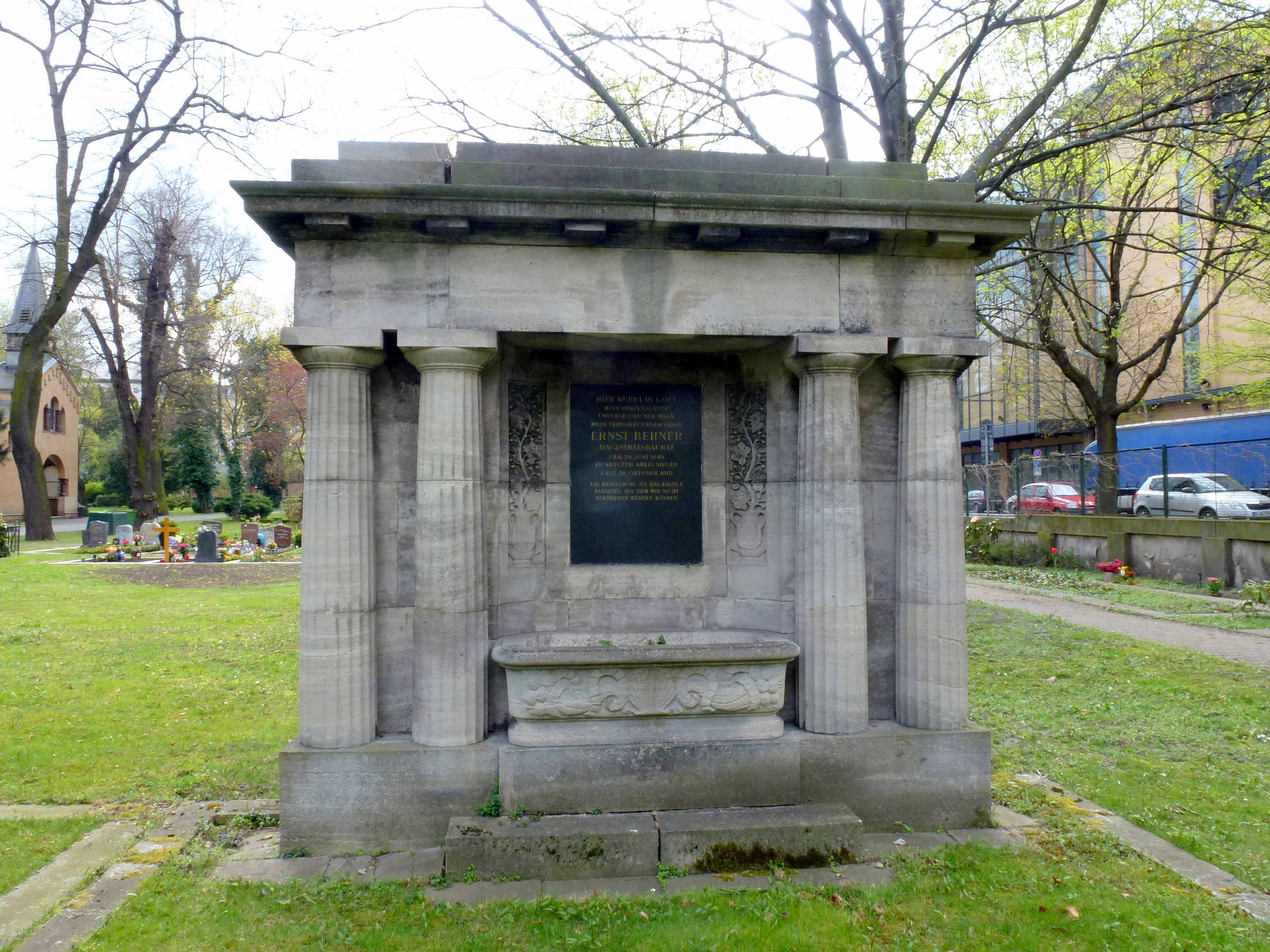
Grabmal Behner

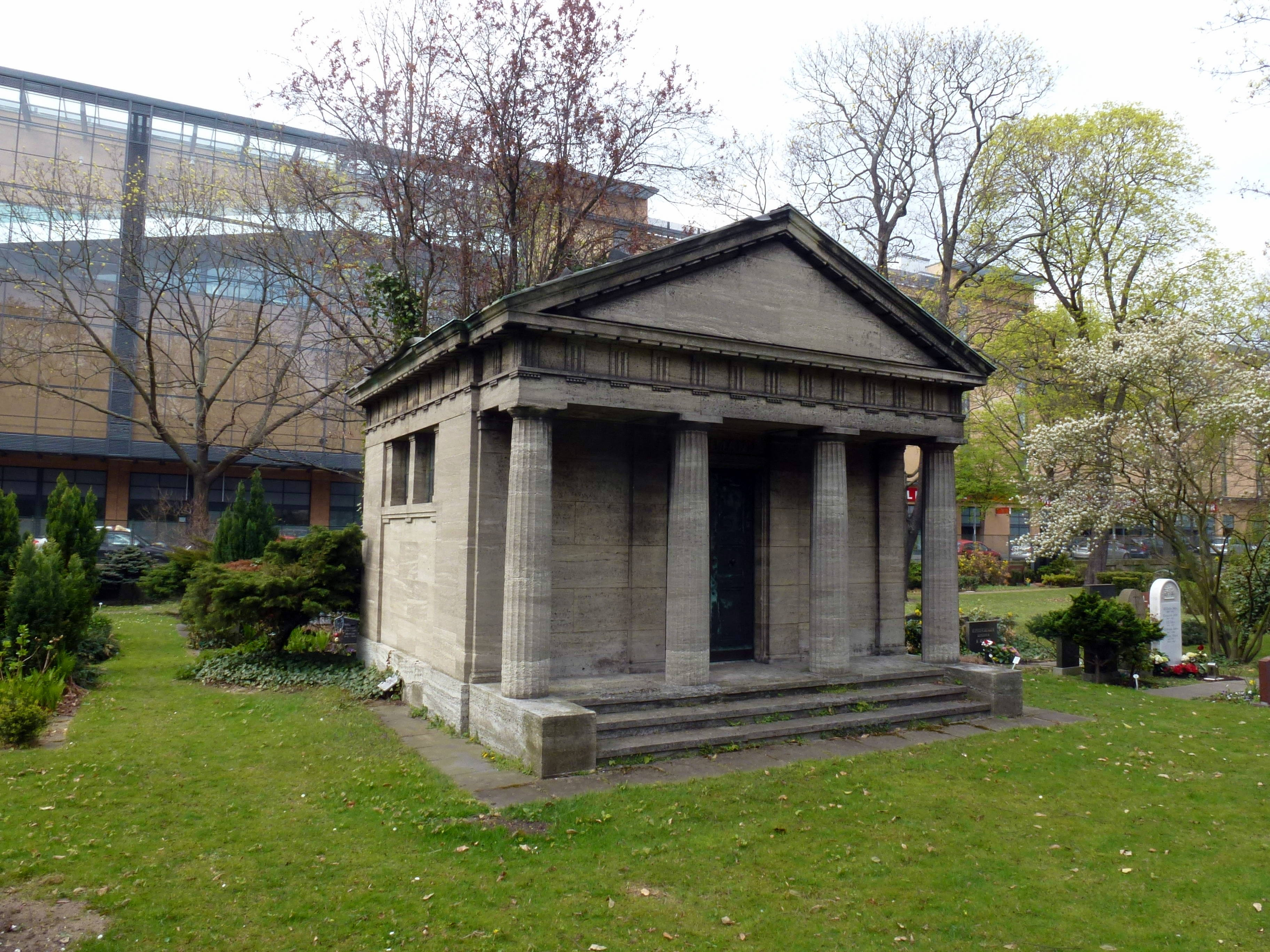
Mausoleum Bathmann

Im 19. und frühen 20. Jahrhundert entstanden einige aufwändige Grabanlagen, die später unter Denkmalschutz gestellt wurden.
- Das vor allem aus schwarzem Granit gefertigte Grabmal der Familie Robert Bohn weist Stilelemente von Neoromanik und des Jugendstils auf, es wurde 1909 errichtet.
- 1913 entstand das Grabmal Behner  für die Familie von Magistratsbaurat Ernst Behner. Das Grabmal ist neoklassizistisch mit dorischen Säulen und einem Wannensarkophag.
- Ebenfalls an antike Vorbilder lehnt sich das 1924 entstandene Grabmal für Kurt Klemke an, das aus einer von dorischen Säulen umrahmten Grabstele besteht. Verziert wird sie zusätzlich durch den Motiven von Fischen und Anker als Symbol für das Frühchristentum.
- 1927–1928 entstand das Mausoleum der Familie Bathmann als verkleinerte Kopie eines dorischen Tempels mit Freitreppe, Säulenvorhalle und Dreiecksgiebel. Hier ruhen Oberbaurat Carl Bathmann, Reichsbahndirektor Paul Bathmann und Rechtsanwalt Hans Bathmann.
- Familie Wittler von der Großbäckerei Wittler hat ihre Ruhestätte auf dem Friedhof in Form einer dreiteiligen geschwungenen Grabwand mit Inschriftentafeln und seitlichen Mauern.
- Nicht antikisierend, sondern expressionistisch war das Grabmal Schöttler, das 1925 von der Bildhauerin Renée Sintenis geschaffen wurde und aus Backstein bestand. Dieses Grabmal ist nicht erhalten, es wurde 1989 abgebaut. Die Keramikreliefs des Grabmals sind zum Teil in der Friedhofskapelle zu sehen, zum Teil eingelagert.